# Chantal Dupille
 (mars 2012).
Si vous disposez d'ouvrages ou d'articles de référence ou si vous connaissez des sites web de qualité traitant du thème abordé ici, merci de compléter l'article en donnant les références utiles à sa vérifiabilité et en les liant à la section « Notes et références ».
Chantal Dupille (née le 10 janvier 1944) est une écrivaine, journaliste et blogueuse française.

## Biographie

### Jeunesse et formation
À 20 ans, elle collabore bénévolement à Études tsiganes (articles, documents photographiques et conférences) après avoir vécu un mois avec les Gitans de Grenade. Elle fait des piges pour le magazine Noir et Blanc. Aidée par le consulat de France de la Nouvelle-Orléans, elle réalise un premier document en 16 mm, Napoléon à La Nouvelle-Orléans.
Elle fait son cursus à l'université de Paris, où elle obtient une licence ès lettres modernes, puis est diplômée de l’École supérieure de journalisme de Paris
Elle commence un mémoire sur « La Cour des miracles dans la littérature française » sous la direction de Pierre-Georges Castex. Inachevé, le mémoire est transformé en ouvrage publié chez Hachette Littérature sous le titre Histoire de la Cour des Miracles. L'historien Roger Chartier juge le livre « plus que médiocre. »

### Journalisme
Chantal Dupille est pigiste à 20 ans pour l’hebdomadaire Noir et Blanc, tout en poursuivant ses études. Dès 1968, elle travaille pour divers organes de presse (Détective, revue médicale…), notamment à partir de 1979,[réf. nécessaire] une dizaine d'années comme pigiste régulière pour les Dernières Nouvelles d’Alsace, où elle est chargée de la « page jeunes » dans laquelle est créée la rubrique « Passions de jeunes », tout en collaborant régulièrement au mensuel local, Objectif Alsace, catholique-social, jusqu’en 1991.
En 1975, elle est candidate à l'Académie française.
De 1979 à 1984, elle fait également carrière simultanément :
- à Radio-France-Strasbourg, comme présentatrice du Journal, animatrice (Libre à vous) et chroniqueuse ;
- à FR3, où elle collabore au Journal du soir, qui diffuse plusieurs de ses documentaires tels Les Compagnons du Tour de France (26 min, juin 1983), Les Motards en colère (moto-club d’Ostwald, en Alsace) et Mulhouse, ville en pentes douces (en faveur de l’accessibilité des villes aux personnes handicapées).

### Engagement politique
Chantal Dupille poursuit son engagement politique par le biais de ses blogs, notamment sur les sites Oulala.net, Alterinfo ou encore Dazibaoueb, les deux derniers étant considérés selon Article 11 comme des « sites d’extrême droite faussement altermondialistes ». Le site Rue89, ainsi que Article 11 la considèrent comme « conspirationniste » et soulignent ses « sympathies » pour Roger Garaudy.
Elle écrit le 19 septembre 2009 dans le webzine Le Grand Soir un article souligné par Article 11 dans son enquête sur les dérives supposées du journal.
En 2011, elle promeut la démosophie[Quoi ?]. En mars 2015, elle annonce son départ de la France « dirigée par une horde de fanatiques néo-sionistes », en ajoutant qu'elle voit « cette France radicalement sioniste et franc-maçonne, nauséabonde, ériger en symbole une femen hystérique (sur ses timbres) ou un Charlie Hebdo qui sans cesse crache sur Dieu, le sacré, la famille..., ou encore interdire la traditionnelle crèche de Noël, laisser les Chrétiens se faire massacrer un peu partout dans le monde, et surtout préparer pas après pas le Nouvel Ordre Mondial qui imposera une religion unique satanique ainsi qu'un seul genre humain procréant avec la PMA ».

## Œuvres
- Les Enragés du XVe siècle : les étudiants au Moyen Âge, Paris, éditions du Cerf, coll. « Chrétiens de tous les temps », 1969, 224 p.Histoire – Présentation et choix de textes par Chantal Dupille, avec une préface de Pierre Lyautey. Ouvrage sélectionné en mars 2012 pour être coédité avec les Éditions du CNRS dans leur Collection de poche[11],[12]
- Histoire de la Cour des Miracles, Paris, Hachette, 1972, 215 p. (BNF 36268169)Histoire – Avec une préface de Didier Decoin.
- Les clochards ne peuvent plus vivre, Paris, Hachette, 1973, 222 p. (BNF 35319605)
- Moi, j'aime pas Giscard, Paris, Balland, 1975, 175 p. (ISBN 978-2-7158-0037-3, BNF 34572242)couverture de Georges Wolinski[1]